# Liste des résidents impériaux Qing au Tibet
Les résidents impériaux Qing au Tibet, également connus sous le nom d’ambans (mongol : amban, du mandchou : amban, « haut dignitaire », en chinois : 驻藏大臣 ; pinyin : ministre résident du Tibet) : , étaient des commissaires, sélectionnée parmi la noblesse mongole ou mandchoue des bannières, militaires ou civils, ils commandent la garnison chinoise ainsi que l'armée tibétaine et ont la charge exclusive du service postal. Ils sont chargés d'assurer la tutelle de l'empire Qing sur le Tibet, pendant près de deux siècles, de 1720 à 1912. Sur les 80 ambans recensés, la plupart étaient des Mandchous, au moins quinze des Mongols et seulement quatre des Chinois Han (Meng Bao, Jing Wen, Qing Shan et Zhao Erfeng). La nationalité de plusieurs ambans est inconnue.

## Liste
(H = Chinois Han, M = Mongol, ? = Inconnu, non marqué = Mandchou)
1. Sengge 僧格 1727–1733
2. Mala 馬臘 1728,1729–1731, 1733–1736
3. Mailu 邁祿 1727–1733
4. Zhouying 周瑛 1727–1729 (?)
5. Baojinzhong 包進忠 1729–1732 (?)
6. Qingbao 青保 1731–1734 (M)
7. Miaoshou 苗壽 1731–1734
8. Lizhu 李柱 1732–1733
9. A'erxun 阿爾珣 1734
10. Nasutai 那素泰 1734–1737
11. Hangyilu 杭弈祿 1737–1738
12. Jishan 紀山 1738–1741
13. Suobai 索拜 1741–1744, 1747–1748
14. Fuqing 傅清 1744–1748
15. Labudun 拉布敦 1748–1749
16. Tongning 同寧 1750
17. Bandi 班第 1750–1752 (le premier ayant le titre d'amban) (M)
18. Duo'erji 多爾濟 1752–1754 (?)
19. Salashan 薩拉善 1754–1757
20. Guanbao (zh) 官保 1757–1761
21. Funai 輔鼐 1761–1764
22. Aminertu 阿敏爾圖 1764–1766
23. Guanbao (zh) 官保 1766–1767
24. Manggulai 莽古賚 1767–1773
25. Wumitai 伍彌泰 1773–1775 (M)
26. Liubaozhu 留保住 1775–1779, 1785–1786 (M)
27. Suolin (zh) 索琳 1779–1780
28. Boqing'e (zh) 博清額/博清额 1780–1785
29. Fozhi 佛智 1788–1789
30. Shulian 舒濂 1788–1790
31. Bazhong 巴忠 1788–1789 (M)
32. Pufu 普福 1790 (M)
33. Baotai 保泰 1790–1791
34. Kuilin 奎林 1791
35. Ehui 鄂輝 1791–1792
36. Chengde 成德 1792–1793
37. Helin 和琳 1792–1794
38. Songyun 松筠 1794–1799 (M)[2]
39. Yingshan 英善 1799–1803
40. Hening 和甯 1800 (M)
41. Funing 福甯 1803–1804
42. Cebake 策拔克 1804–1805 (M) et Chenglin 成林 ?-1805[1]
43. Yuning 玉甯 (principal) 1805–1808 et Wenbi 文弼 (secondaire) 1805–1808[1]
44. Wenbi 文弼 (principal) 1808–1811[1]
45. Yangchun 陽春 1811–1812
46. Hutuli 瑚圖禮 1811–1813
47. Ximing 喜明 1814–1817
48. Yulin 玉麟 1817–1820
49. Wen'gan 1820–1823
50. Songting 松廷 1823–1827
51. Huixian 惠顯 1827–1830
52. Xingke 興科 1830–1833
53. LongwenLongwen 隆文 1833–1834
54. Wenwei 文蔚 1834–1835,1853
55. Qinglu 慶祿 1836 (M)
56. Guanshengbao 關聖保 1836–1839
57. Meng Bao 孟保 1839–1842, 1843 (H)
58. Haipu 海朴 1842–1843
59. Qishan 琦善 1843–1847[3].
60. Binliang 斌良 1847–1848
61. Muteng'e 穆騰額 1848–1852
62. Haimei 海枚 1852
63. Hetehe 赫特賀 1853–1857 (M)
64. Manqing 滿慶 1857–1862 (M)
65. Chongshi 崇實 1859–1861
66. Jing Wen 景紋 1861–1869 (H)
67. Enlin 恩麟 1868–1872 (M)
68. Chengji 承繼 1872–1874
69. Songgui 松溎 1874–1879
70. Seleng'e 色楞額 1879–1885
71. Wenshi 文碩 1885–1888
72. Changgeng 長庚 1888–1890
73. Shengtai 升泰 1890–1892 (M)
74. Kuihuan 奎煥 1892–1896
75. Wenhai 文海 1896–1900
76. Qing Shan 慶善 1900 (H)
77. Yugang 裕鋼 1900–1902 (M)
78. Youtai 有泰 1902–1906 (M)
79. Lianyu 聯豫 1906–1912
80. Zhao Erfeng 趙爾豐 (nommé en mars 1908, assiste Lianyu jusqu'à 1912).